# 亞洲賽馬聯盟
亞洲賽馬聯盟（英語：Asian Racing Federation；簡稱ARF）是亞洲的區域性賽馬機構，目的是促進成員之間的友好關係及提高亞洲的賽馬水準，該聯盟由28個國家級賽馬機構或賽馬組織組成。
亞洲賽馬聯盟同時是賽馬組織國際聯盟的執行委員，及國際賽事編錄標準委員會成員。

## 歷史
亞洲賽馬聯盟的前身是亞洲賽馬會議（Asian Racing Conference）。第一屆亞洲賽馬會議1960年於日本東京舉行，參與國家共有7個，共12個賽馬機構的69名代表出席。亞洲賽馬會議約每18個月舉行一次，香港及澳門亦曾經舉辦會議。
2001年11月，第28屆亞洲賽馬會議起易名為亞洲賽馬聯盟，聯盟現時有19個成員國，超過600人出席會議。第35屆會議於2014年5月於香港舉行。第39屆會議則是因為2019冠状病毒病疫情，延遲至2023年2月14日開幕。聯盟事務由執行委員會管理。

## 亞洲賽馬聯盟成員
- 中国
- 澳洲
- 巴林
- 香港
- 印度
- 日本
- 南韓
- 澳門
- 馬來西亞/新加坡
- 毛里裘斯
- 紐西蘭
- 巴基斯坦
- 阿曼（附屬會員）
- 菲律賓
- 卡塔爾（附屬會員）
- 沙特阿拉伯
- 南非
- 泰國
- 土耳其
- 阿拉伯聯合酋長國